# سیارک ۴۵۳۷
سیارک ۴۵۳۷ (به انگلیسی: 4537 Valgrirasp، نامگذاری:1987RR3) چهار هزار و پانصد و سی و هفتمین سیارک کشف شده‌است که در ۲ سپتامبر ۱۹۸۷ کشف شد.
قدر مطلق سیارک برابر ۱۲٫۱۰ است.